# Vouwstoel

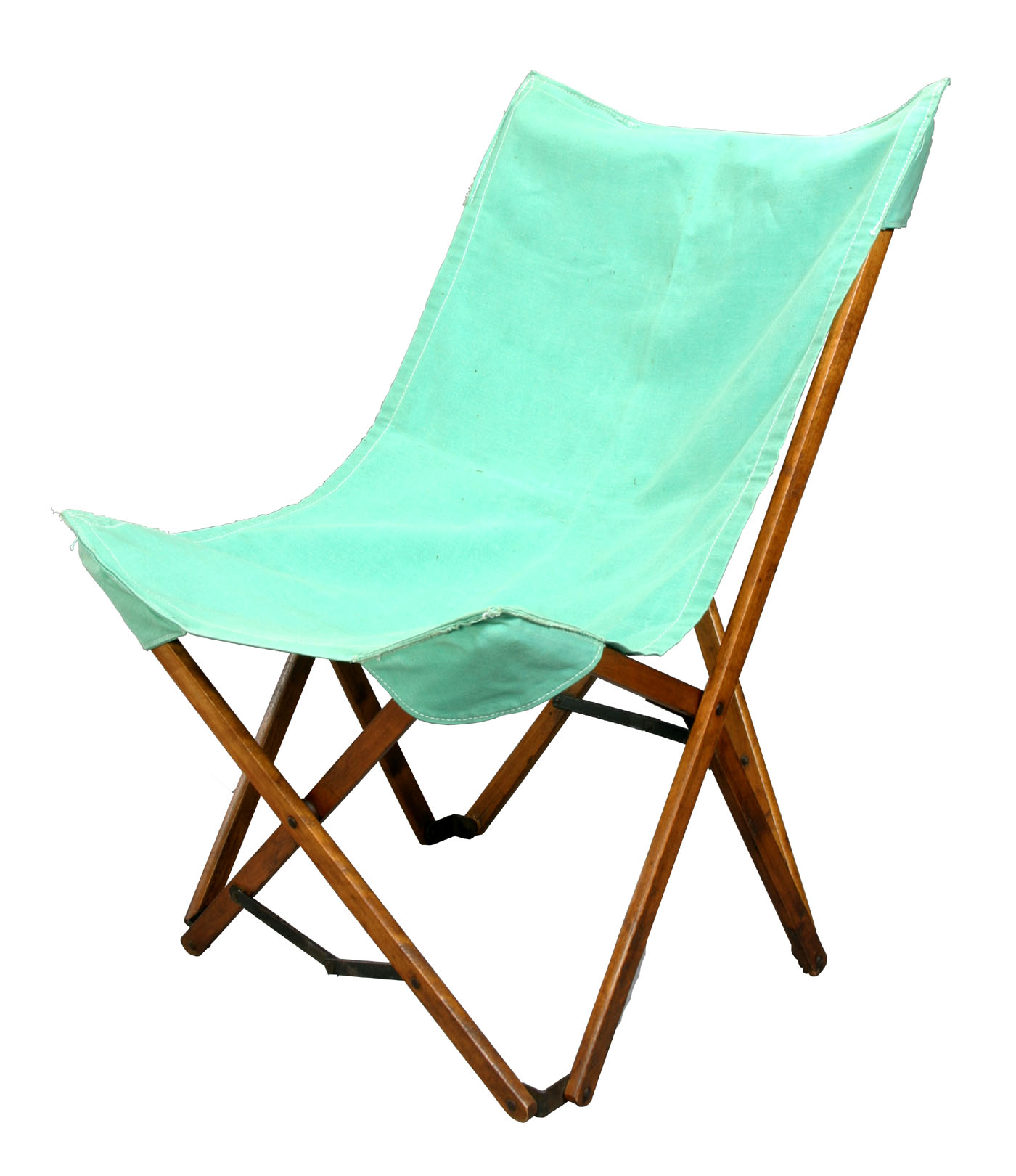
Campingstoel, ca.1900

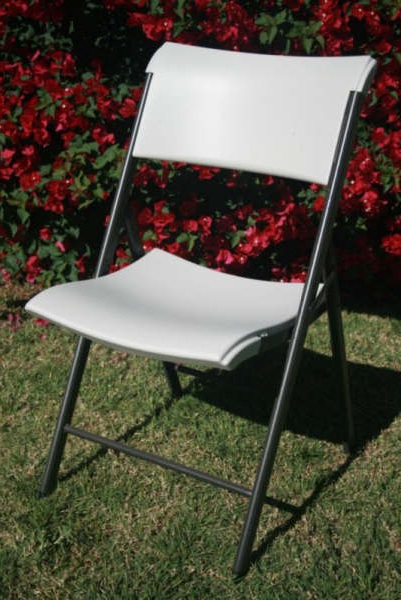
Klapstoel voor een evenement

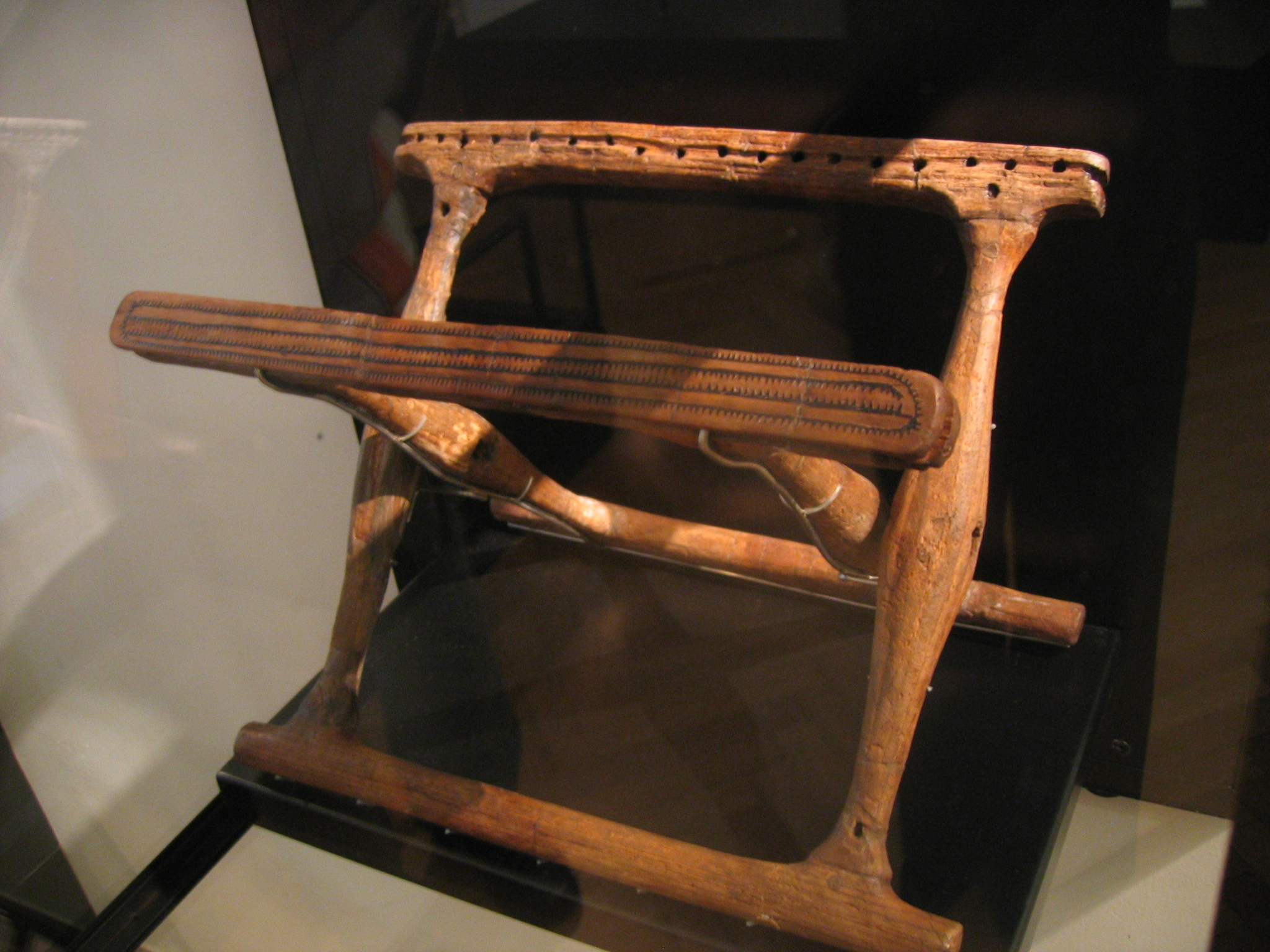
Klapstoel van Guldhøj, Denemarken (Bronstijd)

Een vouwstoel, klapstoel of campingstoel is een makkelijk opvouwbare stoel, op reis, bij het kamperen, op het strand of bij muziekfestivals) of om ruimte te besparen in huis of in de tuin. 
De zitting is vaak gemaakt van canvas of van kunststof, gespannen om een opklapbaar metalen frame, dat met enkele scharnieren snel open en dicht kan worden gevouwen. Een voordeel van een vouwstoel is dat hij makkelijk en snel opgeborgen en meegenomen kan worden. Een nadeel is dat een vouwstoel meestal wat oncomfortabel zit, dit door de vaak simpele constructie.
Klapstoelen komen ook voor in het openbaar vervoer. Ze hebben daar vaak een vaste rugleuning en een uitklapbare zitting (die vaak door een veer automatisch inklapt als men opstaat). Soms zijn het simpele harde stoeltjes, maar vaak ook wel stoelen met een zachte zitting en rugleuning, bijna even comfortabel als een gewone stoel, alleen zonder armleuningen. Zo kan de ruimte naar behoefte gebruikt worden om te zitten, als staanplaatsen, of voor een rolstoel, kinderwagen of grote bagage. Ook in theaters en bioscopen worden klapstoelen gebruikt. Daar hebben ze meestal wél armleuningen.
In privévoertuigen zijn er ook wel opklapbare stoelen of banken, bijvoorbeeld die waarbij de leuning neergeklapt kan worden, zodat men meer of grotere bagagestukken kan meenemen.
Een vouwkruk is een eenvoudige uit metalen buizen of stangen gemaakte opvouwbare zitgelegenheid zonder rugleuning. Het zitgedeelte bestaat uit kunststoftextiel. De kruk wordt gebruikt door natuurliefhebbers, kampeerders en hengelaars. In jagerskringen is een uitvoering populair die één geheel vormt met een wandelstok.

## Afbeeldingen

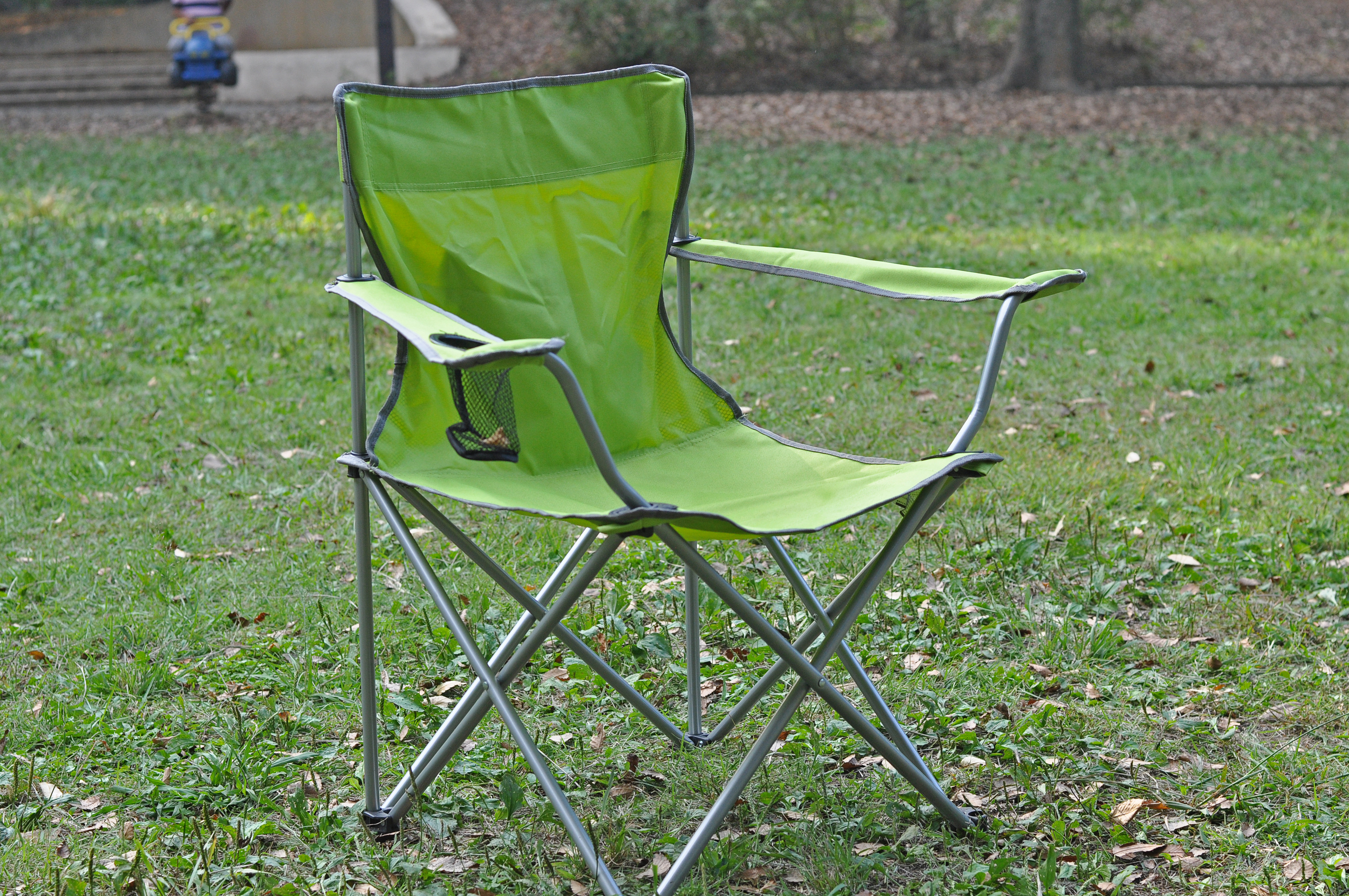
Campingstoel
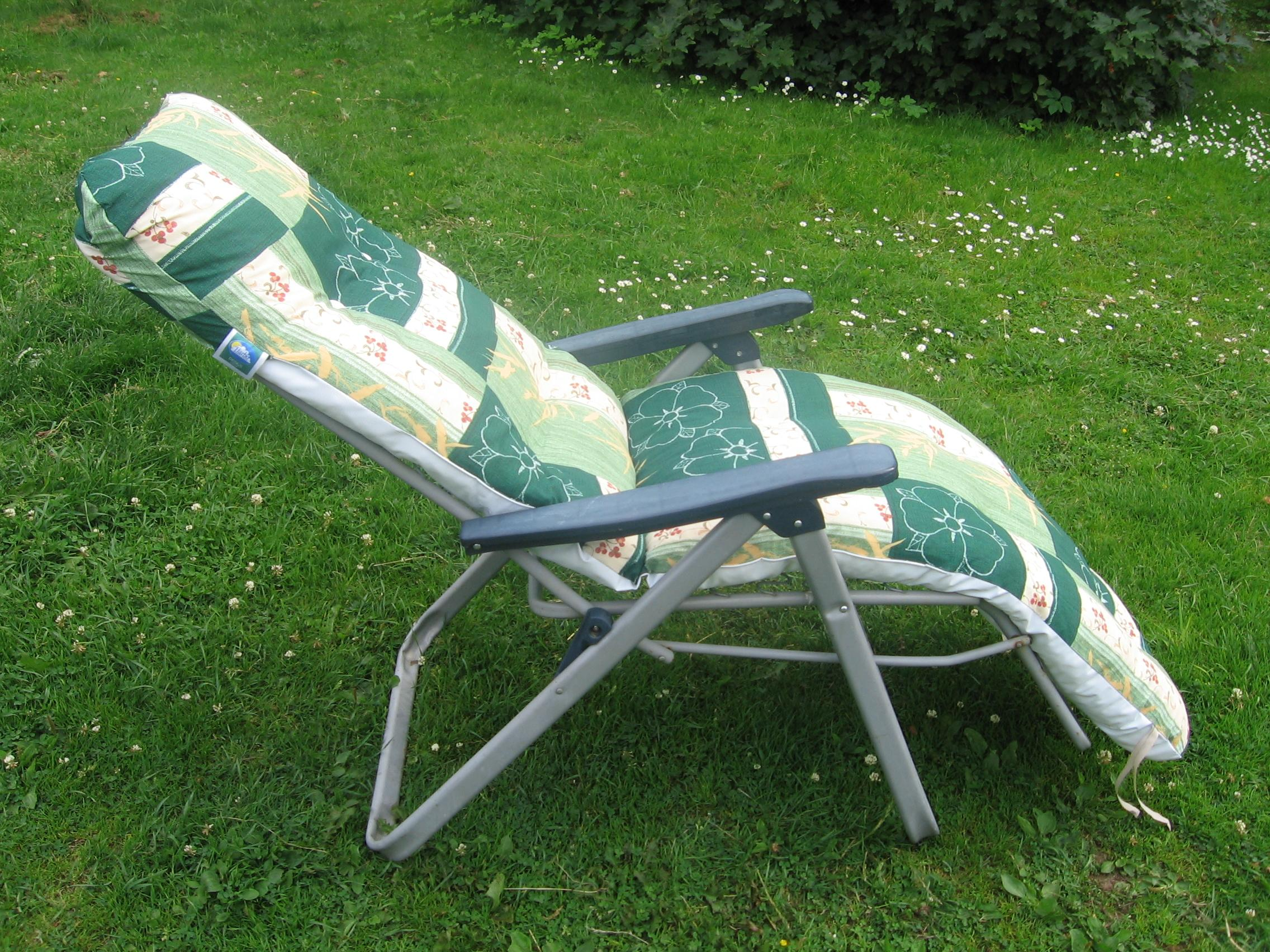
Tuinstoel
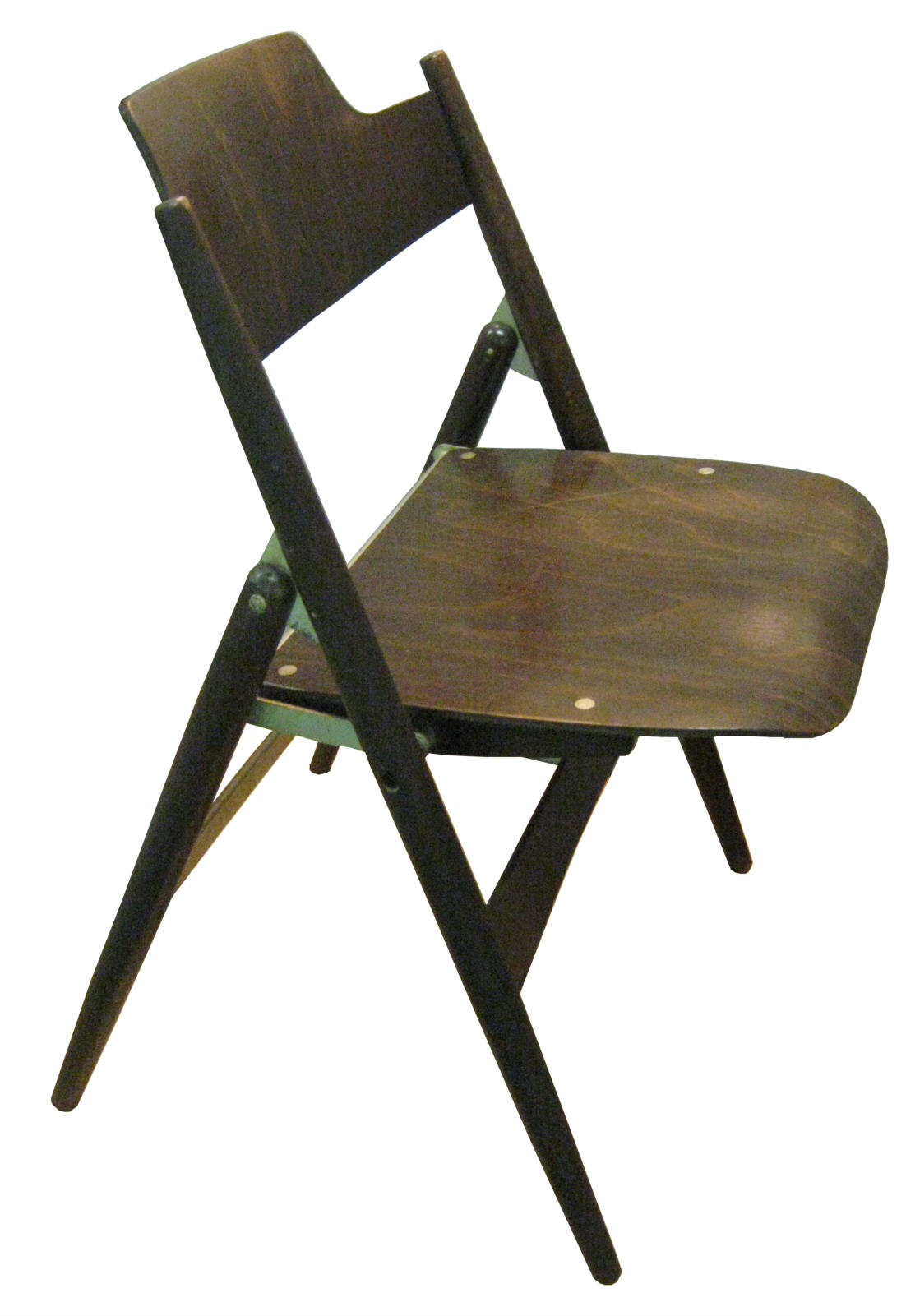
Houten klapstoel
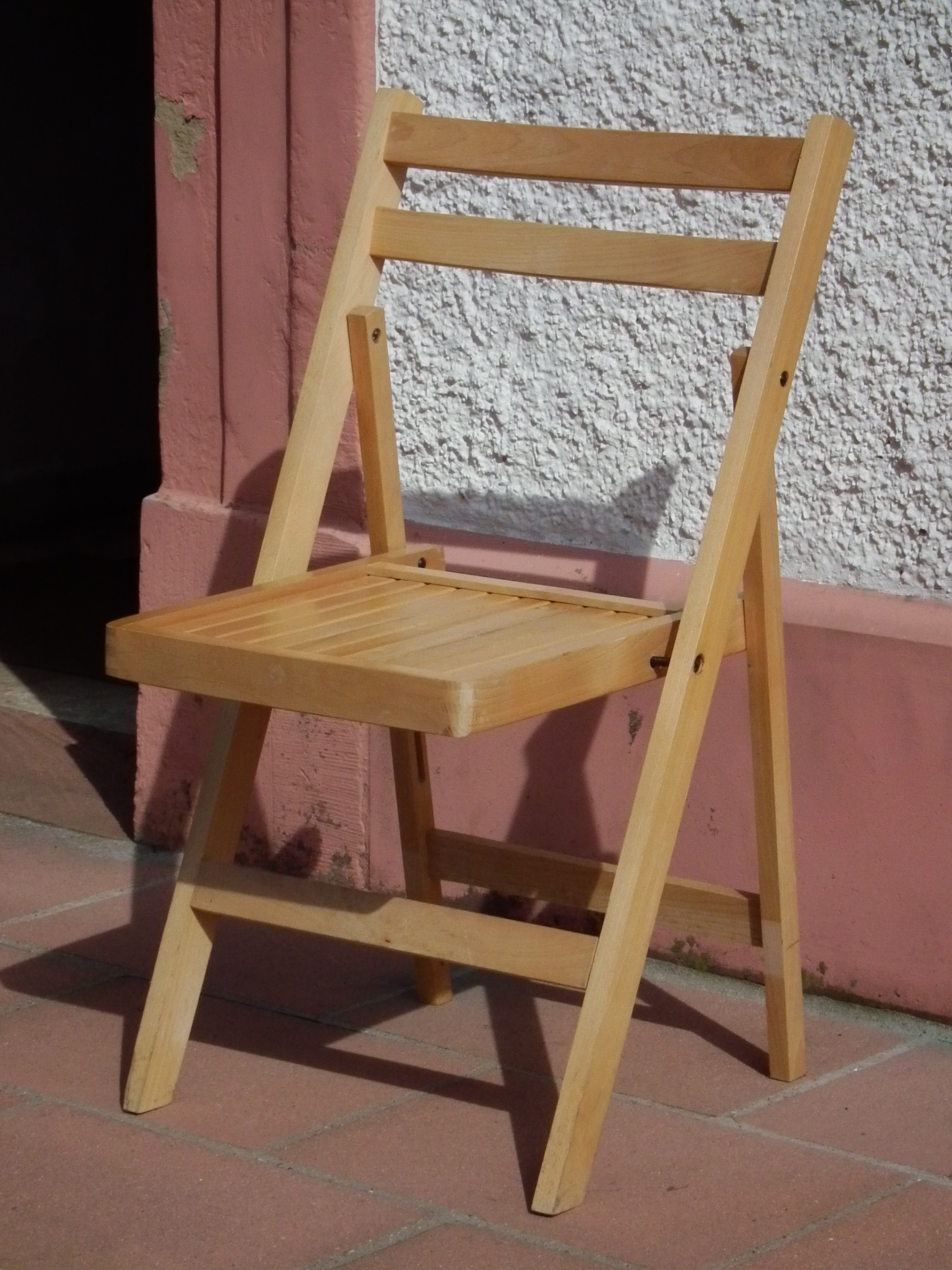
Houten klapstoel
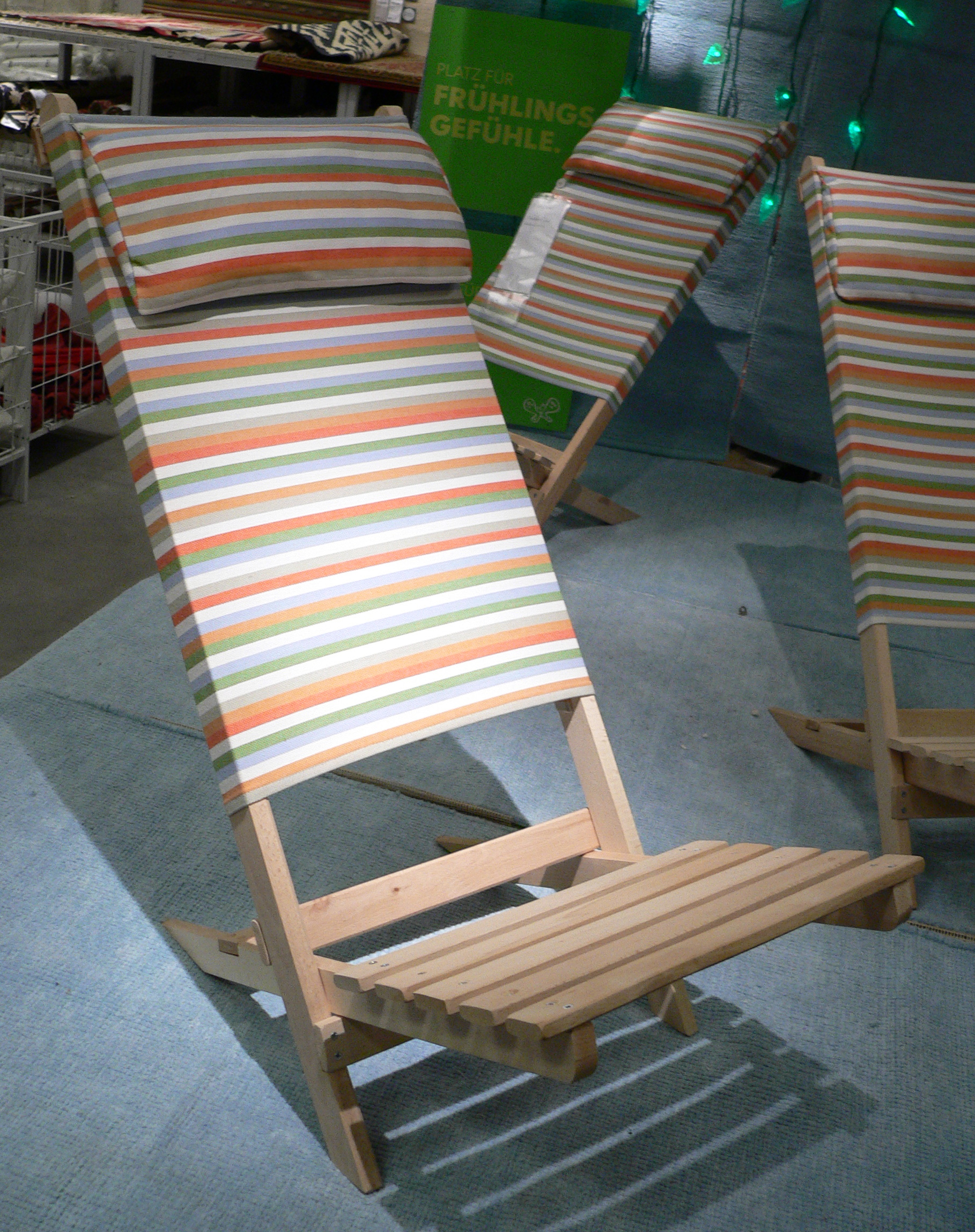
Zweedse vouwstoel
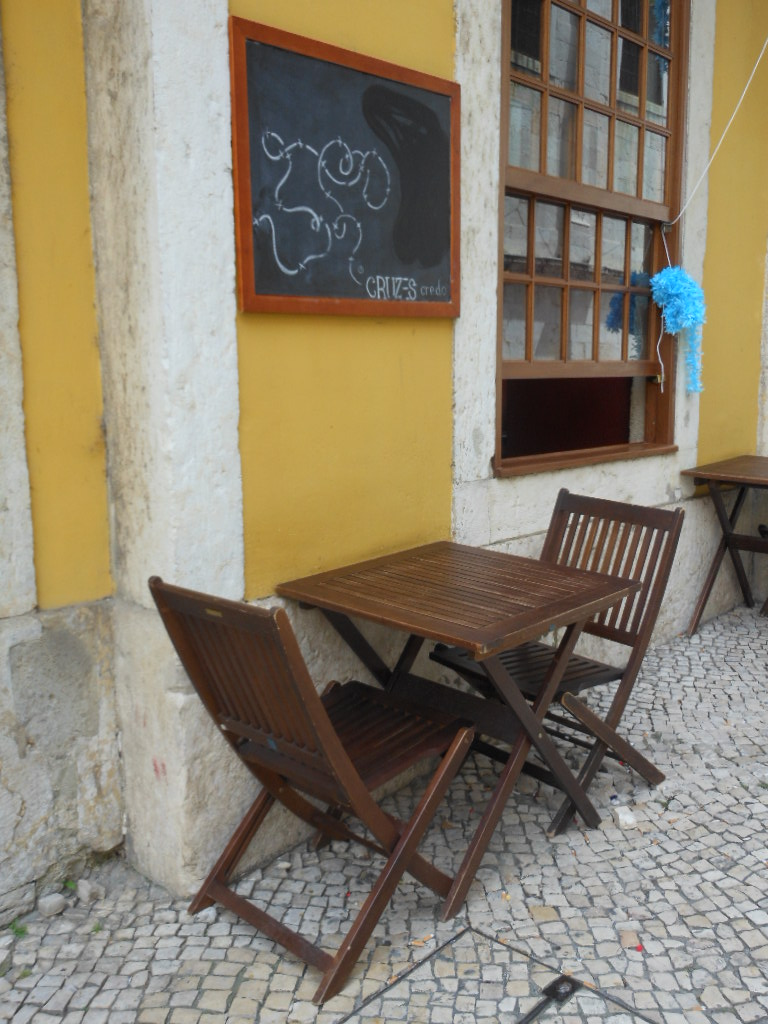
Caféstoelen (Lissabon)
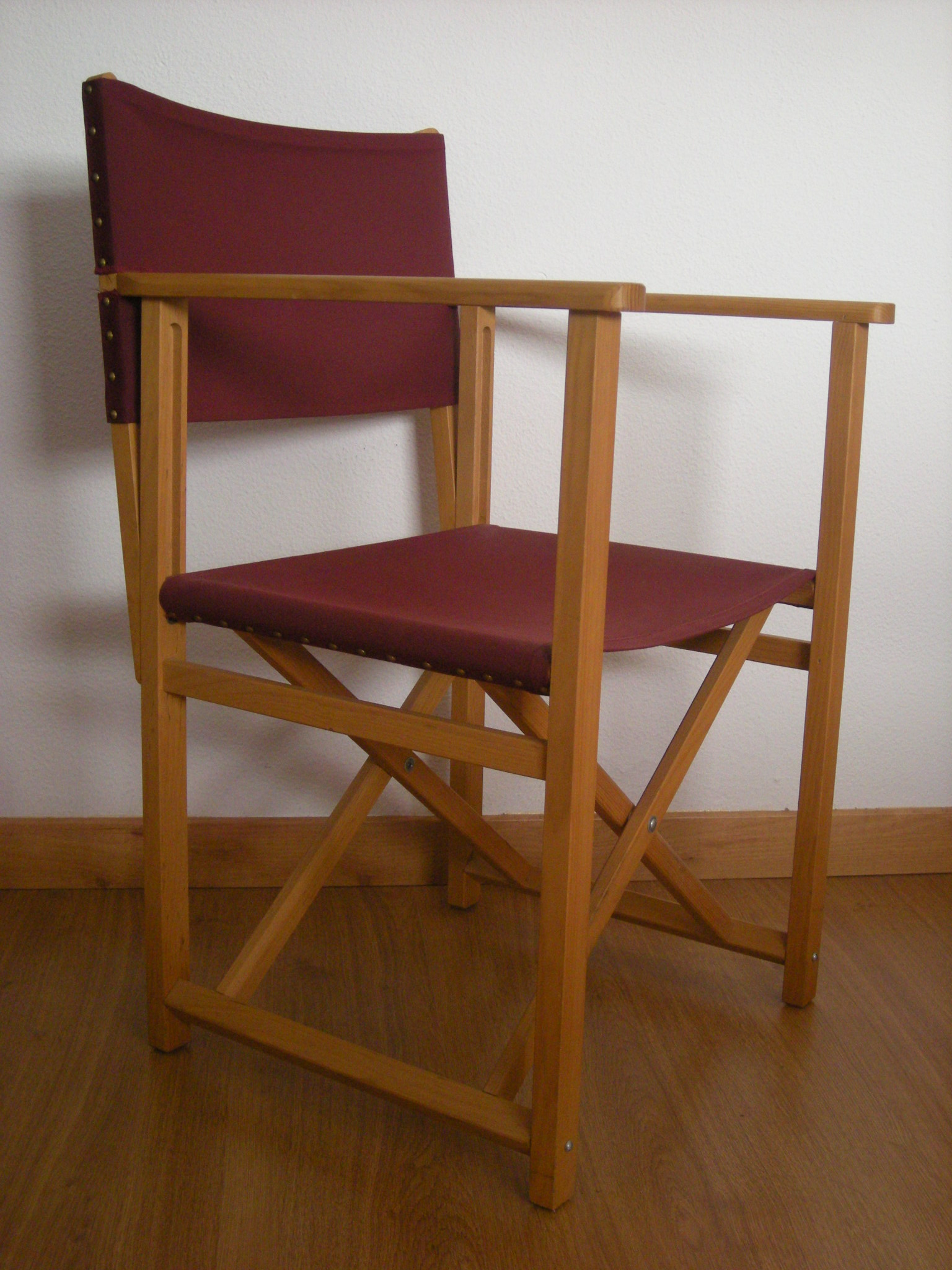
Cocarossa uit Menorca
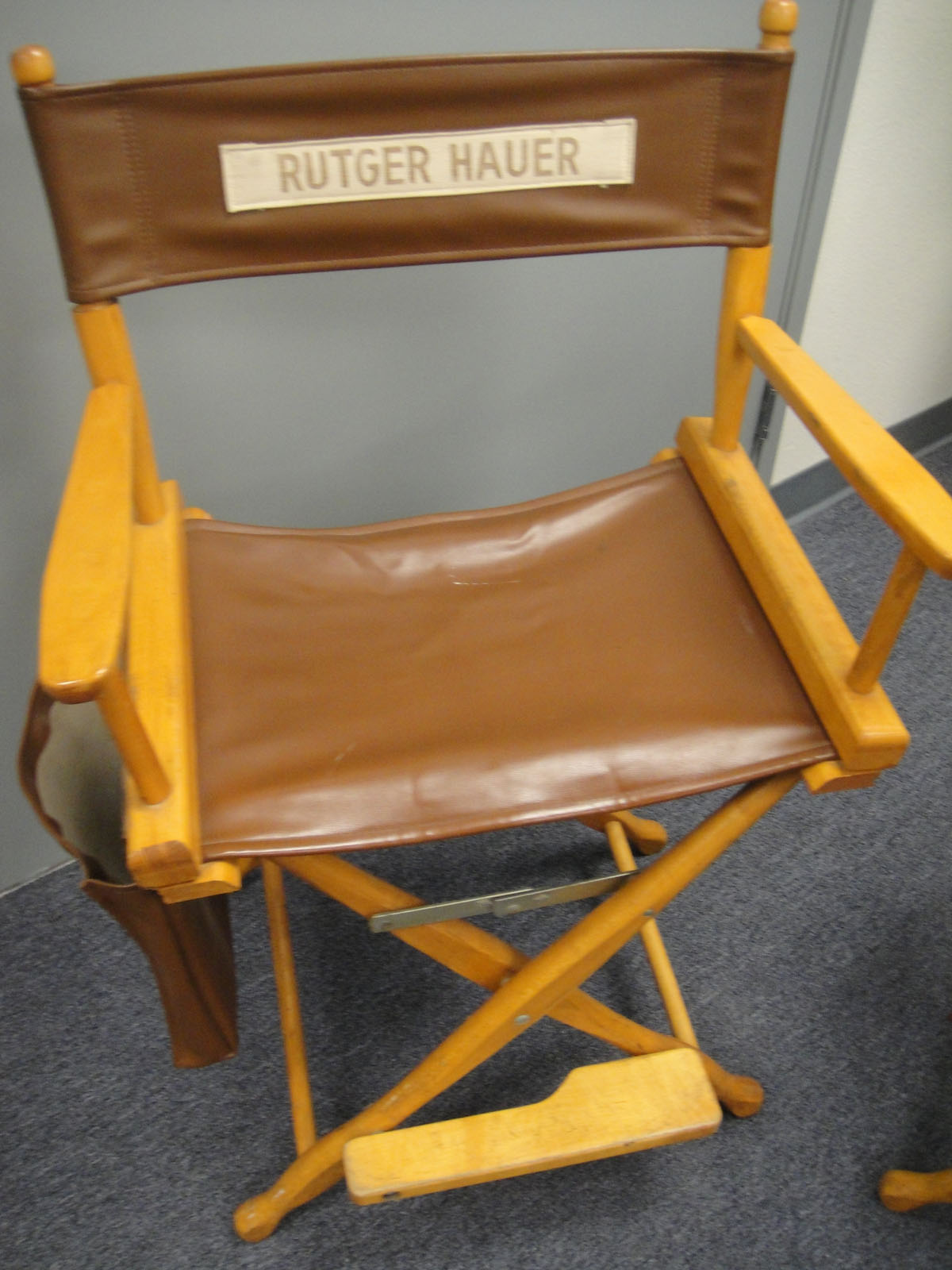
Regisseursstoel
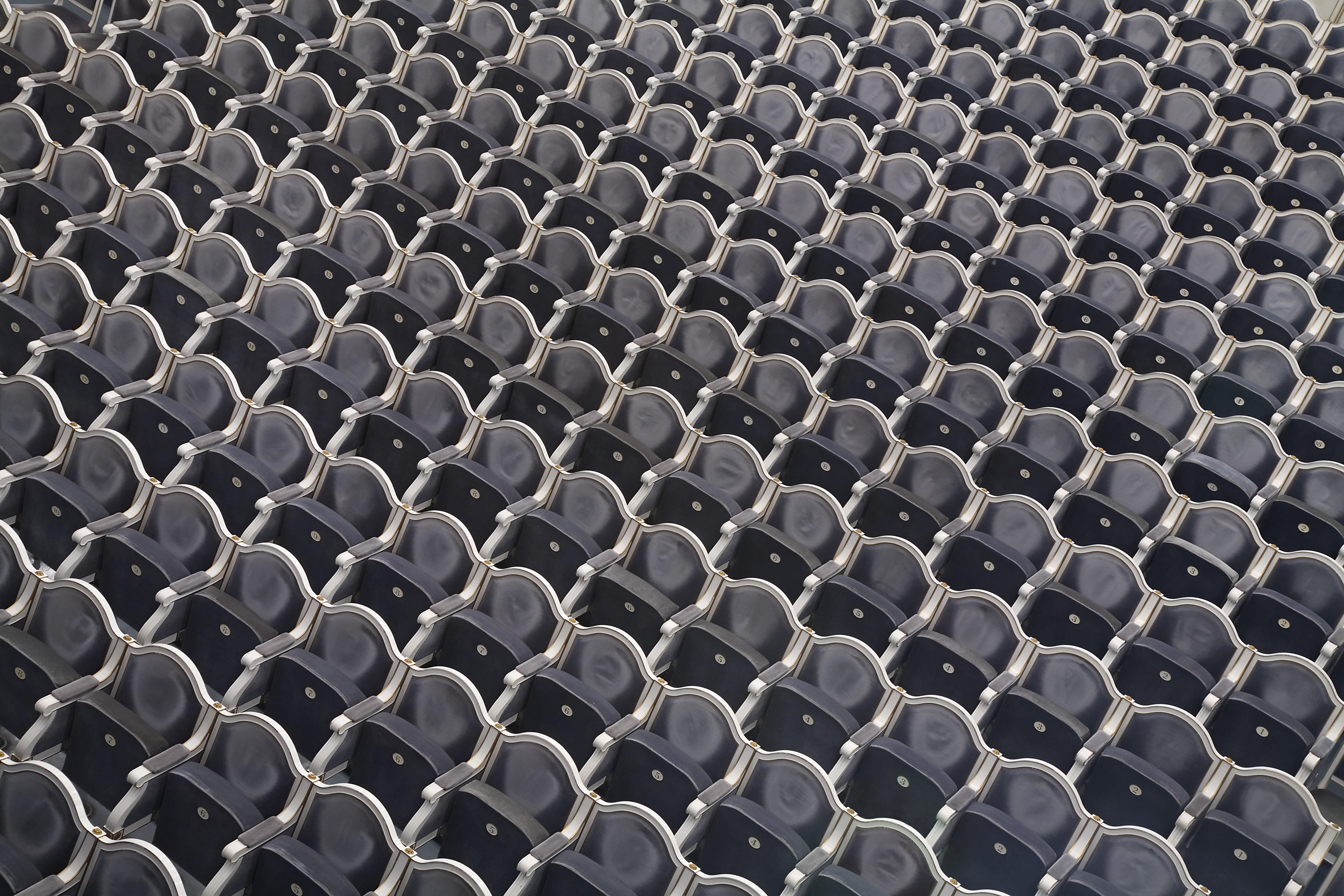
Klapstoelen in het Statentheater in Praag